# K-114 Toula
Le K-114, puis K-114 Toula (en russe : К-114 « Тула ») est un sous-marin nucléaire lanceur d'engins du Projet 667BDRM Delfin (code OTAN : classe Delta-IV) de la Flotte du Nord de la Marine soviétique puis de la Marine russe.

## Construction

Silhouette d'un sous-marin de la classe Delta-IV

La quille du K-114 est posée le 22 février 1984 ou le 1er décembre 1985 au chantier naval no 402 de la Sevmash à Severodvinsk. Le bâtiment est lancé le 1er septembre 1986 ou le 22 février 1987 et il entre en service dans la Marine soviétique le 30 octobre 1987 après avoir validé les essais constructeurs et les essais officiels. Le 6 novembre le pavillon de la marine soviétique est hissé à bord au cours de la première cérémonie des couleurs.

## Service
Le 30 décembre 1987, le K-114 est affecté à la 13e division de la 3e flottille de sous-marins de la Flotte du Nord, stationnée dans la baie d'Olenia. En octobre 1990, le vice-Ministre de la Défense soviétique, le général V. M. Kochetov se rend à bord du K-114, peu de temps avant l'effondrement de l'Union soviétique et le transfert du bâtiment à la Marine russe. Le 3 juin 1992, le bâtiment est reclassé en « croiseur sous-marin nucléaire stratégique » (APKSN).
Le 18 avril 1995, une charte de jumelage est signée avec les autorités de l'oblast de Toula. Le 21 août 1997, le K-114 est renommé K-114 Toula.
En 2000, le sous-marin est affecté à la 31e division 3e flottille de sous-marins de Flotte du Nord, stationnée dans la baie Iagelnaïa. En juin, il est placé en IPER aux chantiers navals Zvezdochka de Severodvinsk, il a parcouru à cette date 140 000 milles marins (259 280 km), a accompli 6 patrouilles opérationnelles et 17 permanences opérationnelles. L'IPER est mise à profit pour prendre des mesures pour prolonger sa vie active, il reçoit notamment les nouveaux missile R-29RMU Sineva. Le 6 mai 2005 remis à l'eau après sa modernisation. Du 5 au 10 septembre essais post IPER réussis en mer Blanche. En décembre, il est retenu par le chantier compte tenu des dettes de la marine russe. Le 12 janvier 2006, le K-114 Toula reprend du service actif. En février, il est affecté à la 31e division 12e escadre de sous-marins de flotte du Nord.
Le bâtiment est à nouveau interrompu pour entretien en 2007. Les 17 et 25 décembre, il effectue deux tirs réussi de missiles d'exercice R-29RMU Sineva depuis la mer de Barents vers le polygone de Koura, sur la péninsule du Kamtchatka,,,,.
Le 11 octobre 2008, le sous-marin procède au lancement réussi d'un missile R-29RMU Sineva d'exercice depuis la mer de Barents vers un polygone en eaux libres à hauteur de l'Équateur dans le Pacifique Sud à 11 457 km,,. Ces lancements sont réalisés dans le cadre de l'exercice Stabilnost 2008 qui mobilise huit navires de surface, cinq sous-marins, onze avions et quelque 5 000 marins. Le président Medvedev déclare à cette occasion : 

« Le lancement a été réussi à une distance enregistrée de 11 547 kilomètres. Il s'agit du meilleur résultat enregistré avec ce [R-29RM Sineva] missile balistique. »

— Dmitri Medvedev
Le 4 mars 2010, il procède au tir réussi d'un missile R-29RMU Sineva d'exercice depuis la mer de Barents vers le polygone de Koura, puis de deux missiles le 6 août dans les mêmes conditions. Le 29 septembre 2011, il effectue un tir réussi d'un missile R-29RMU2 Laïner depuis la mer de Barents vers le polygone de Koura. Le 4 février 2013 le K-114 Toula est donné comme devant entrer en IPER après le K-84 Iekaterinbourg. D'avril à juin 2013, il est sur le dock PD-50.
Le 8 mai 2014, le K-114 Toula lance un missile balistique depuis la mer de Barents vers le polygone de Koura, au Kamtchatka. Le 6 juin, il est annoncé comme devant entrer en IPER en 2014 aux chantiers navals de la Sevmash. Le 23 août, son équipage participe à un exercice d'évacuation de personnel depuis un sous-marin en détresse. Le 5 novembre, il effectue avec succès un tir en plongée de missile R-29RMU Sineva vers le polygone de Koura.